# Roger Williams
Roger Williams (c. 1603 – între ianuarie și martie 1683) a fost un teolog protestant englez, care a fost un promotor timpuriu a libertății religioase și a separării bisericii de stat. În 1636, el a fondat colonia Plantațiile Providence, care a oferit un refugiu pentru minoritățile religioase. Williams a întemeiat prima biserică Baptistă în America, Prima Biserică Baptistă din Providence. El a studiat limbile Americanilor Nativi și a fost un susținător pentru relații corecte cu Nativii Americani. Williams a fost, fără îndoială, primul aboliționist în America de Nord, care organizase prima încercare de a interzice sclavia în oricare din cele treisprezece colonii originale.

## Biografie

### Copilăria, adolescența și maturitatea
Roger Williams s-a născut în Londra în 21 decembrie 1603. Înregistrarea nașterii sale a fost distrusă în Marele Incendiu din Londra în 1666 atunci când Biserica Sf. Sepulchre's a fost arsă. La vârsta de 11 ani, el a avut o experiență de conversie spirituală dezaprobată de tatăl său. Tatăl său, James Williams (1562–1620), a fost un comerciant de croitorie în Smithfield, Anglia. Mama lui a fost Alice Pemberton (1564–1634).
Ca adolescent Williams a fost ucenicul lui Sir Edward Coke (1552–1634), juristul celebru, și sub patronajul lui Coke, Williams a fost educat la Charterhouse și de asemenea la Colegiul Pembroke, Cambridge (B.A., 1627). El părea să fi avut un dar pentru limbi, și a dobândit timpuriu familiarizare cu limba Latină, Ebraică, Greacă, Olandeză și Franceză. Ani mai târziu el a dat lecții în olandeză lui John Milton în schimbul lecțiilor de reîmprospătare în ebraică.
Deși a fost hirotonit în Biserica Anglicană, el a devenit un puritan la Cambridge, pierzând orice șansă la un loc de promovare în biserica Anglicană. După ce a absolvit de la Cambridge, Williams a devenit capelan la un lord puritan, Sir William Macham. S-a căsătorit cu Mary Barnard (1609–76) la 15 decembrie 1629, în biserica din High Laver, Essex, Anglia. Ei au avut șase copii, toți născuți în America: Mary, Freeborn, Providence, Mercy, Daniel și Joseph.
Williams a fost introdus în planurile liderilor puritani de a migra în Lumea Nouă și în timp ce el nu s-a alăturat primului val în vara anului 1630, înainte de sfârșitul anului, el a decis că nu putea să rămână în Anglia sub administrarea riguroasă a arhiepiscopului William Laud (și Înalta biserică). El considera Biserica Anglicană a fi coruptă și falsă și când el și soția lui sau îmbarcat pe Lyon la începutul lunii decembrie, el a ajuns la poziția Separatistă.

## Viața în America
Când Roger și Mary Williams au sosit la Boston pe 5 februarie 1631, el a fost salutat și aproape imediat invitat să devină învățătorul (predicatorul asistent) în biserica din Boston pentru a oficia în timp ce predicatorul John Wilson s-a întors în Anglia pentru a-și aduce soția. El i-a șocat pe ei prin respingerea poziției, spunând că el a descoperit că era „o biserică neseparată“. În plus el afirma că magistrații civili nu pot pedepsi vreun fel de „încălcare a primei table [a Celor Zece Porunci]“, cum ar fi idolatria, încălcarea de Sabbat, adorarea falsă și blasfemia, și că fiecare persoană trebuie să fie liber să urmeze convingerilor sale în probleme de religie. Chiar de la început, el a dat voce la trei principii care au fost centrale în cariera lui ulterioară: separatismul, libertatea religioasă și separarea bisericii de stat.
Ca un separatist el a concluzionat că Biserica Anglicană era iremediabil corupt și că unul trebuie să se separe complet de aceasta pentru a întemeia o nouă biserică pentru cultul adevărat și pur a lui Dumnezeu. Căutarea sa pentru biserica adevărată în cele din urmă l-a scos din Congregaționalism, la baptiști și la orice biserică vizibilă. Începând de la 1639, el aștepta ca Hristos să trimită un apostol nou pentru a restabili Biserica, și el s-a văzut pe sine însuși ca un „martor“ la creștinism până când acel timp va veni. El credea că libertatea sufletului libertatea conștiinței, a fost un dar de la Dumnezeu, și că toată lumea avea dreptul natural la libertatea religioasă. Libertatea religioasă cerea ca biserica și statul să fie separate. Williams a fost primul care a folosit expresia „zid de separare“ pentru a descrie relația dintre biserică și stat. El a chemat pentru ridicarea unui zid înalt de separare între „grădina lui Hristos“ și „sălbăticia lumii“. Această idee a fost unul din fundamentele clauzei religioase în Constituția Statelor Unite, și Primul Amendament la Constituția S.U.A., deși limbajul folosit de fondatori este destul de diferit. Ani mai târziu, în 1802 Thomas Jefferson, scriind de „zidul de separare“, îl răsuna pe Roger Williams într-o scrisoare adresată Asociației Baptiste din Danbury.
Biserica din Salem a fost mult mai înclinat la separatism, astfel încât ei l-au invitat pe Williams să devină învățătorul lor. Când liderii din Boston au aflat de aceasta, ei au protestat energic, și oferta a fost retrasă. Pe la sfârșitul verii anului 1631, Williams s-a mutat la colonia din Plymouth unde era binevenit, și neoficial a asistat pastorului acolo. El a predicat în mod regulat și în conformitate cu guvernatorul Bradford, „învățăturile lui au fost bine acceptate.“

### Viața în Salem, Exilul

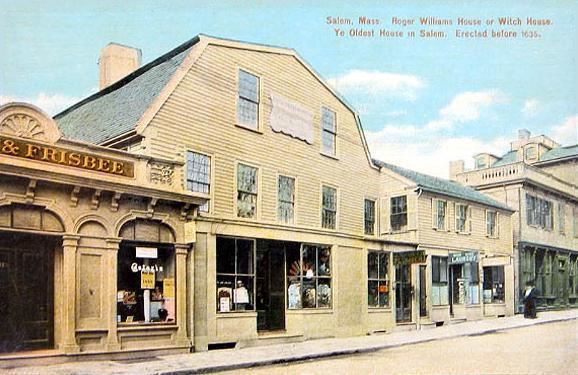
Casa Roger Williams (sau "Casa vrăjitoarei") în Salem ca. 1910

După un timp, Williams s-a simțit dezamăgit de faptul că Biserica Plymouth nu a fost suficient separat de Biserica Anglicană, și studiul său a Nativilor Americani l-au determinat pe el să se îndoiască de validitatea documentelor constitutive coloniale. Guvernatorul Bradford a scris mai târziu că Williams a căzut „în unele opinii ciudate care au cauzat unele controverse între biserică și el“. În decembrie 1632 el a scris un tractat lung în care a condamnat deschis documentele constitutive regale și a pus la îndoială dreptul lui Plymouth (sau Massachusetts) la terenuri fără ca prima dată să fie cumpărate de la indieni. El l-a acuzat pe Regele James că a rostit o „minciună solemnă“ atunci când a afirmat că el a fost primul monarh Creștin care a descoperit țara. Ulterior, el s-a mutat înapoi la Salem în toamna anului 1633 și a fost salutat de pastorul Samuel Skelton ca un asistent neoficial în biserică.
Autoritățile din Massachusetts nu au fost încântați să-l vadă pe Williams reântors, iar când au aflat de tractatul său atacând regele și documentele constitutive, el a fost citat în decembrie 1633 să apară în fața Curții Generale în Boston. Problema a fost netezită, și tractatul a dispărut pentru totdeauna, probabil ars. În august 1634 (murind pastorul Skelton), Williams a devenit pastorul în funcție al bisericii Salem și a continuat să fie implicat în controverse. El a promis mai devreme, să nu mai ridice problema documentelor constitutive din nou, dar a făcut-o. Din nou, în martie 1635 i s-a ordonat să apară în fața Curții Generale pentru a se explica. În aprilie, el s-a opus cu atâta fermitate jurământului nou de credință față de guvernul colonial, că a devenit imposibil să se pună în aplicare. El a fost citat din nou să apară în fața Curții în iulie ca să răspundă pentru „opiniile lui eronate“ și „periculoase“, iar Curtea a declarat că el ar trebui să fie înlăturat din poziția sa din biserică. Această ultimă controversă tâșnise exact în momentul în care orașul Salem a petiționat la Curtea Generală anexarea unor terenuri la strâmtoarea Marblehead. Curtea declarase că nu va lua în considerare cererea până când biserica Salem nu-l va înlătura pe Williams. Biserica Salem a considerat că acest ordin încălca independența bisericii, și o scrisoare de protest a fost trimisă la celelalte biserici. Cu toate acestea, scrisoarea nu a fost citită, iar Curtea Generală a refuzat să așeze delegații de la Salem, la următoarea sesiune. Suportul pentru Williams a început să scadă sub această presiune și atunci când Williams a cerut ca biserica Salem să se separe de celelalte biserici, sprijinul său s-a prăbușit în întregime. El a demisionat și s-a întâlnit în casa lui cu câțiva dintre adepții săi cei mai devotați.
În cele din urmă, în octombrie 1635 el a fost judecat de Curtea Generală și condamnat de răzvrătire și erezie. Curtea a declarat că el a răspândit „opinii diverse, noi și periculoase“. Apoi a fost ordonat ca el să fie surghiunit. Executarea ordinului a fost amânat pentru că Williams a fost bolnav și iarna se apropia, și i-a fost permis să rămână temporal cu condiția ca el să înceteze agitația sa. El nu a încetat, astfel încât în ianuarie 1636 șeriful a venit să-l ia doar pentru a descoperi că Williams a plecat deja pe furiș cu trei zile înainte în timpul unui viscol. El a mers prin zăpada adâncă a unei ierni grele cei 105 mile de la Salem la capul golfului Narragansett, unde Wampanoags locali i-au oferit adăpost și l-au dus la tabăra de iarnă a șefului lor sachem, Massasoit, unde el a stat timp de 3 luni și jumătate.
Așezarea de la Providence

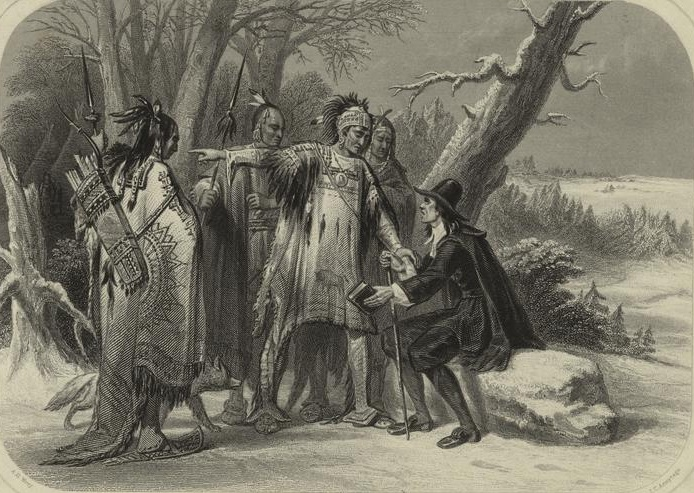
Indieni Narragansett primindu-l pe Roger Williams

În primăvara anului 1636 Williams și un număr din adepții săi din Salem au pus bazele unei așezări pe un teren pe care Williams l-a cumpărat de la Massasoit, doar pentru ca să îi fie spus de Plymouth că el era încă în interiorul concesiei terenului lor. Ei l-au avertizat că ei ar putea fi forțați să-l predea la Massachusetts și l-au invitat să traverseze râul Seekonk pe teritoriul dincolo de orice document constitutiv. Proscrișii au vâslit dincolo pe teritoriul Narragansett și având teren asigurat de la Canonicus și Miantonomi, șefii sachems a Narragansetts-ilor, Williams a întemeiat o așezare cu douăsprezece „prieteni iubitori“. A numit-o „Providence“ pentru că a simțit că providența lui Dumnezeu l-a adus acolo. (El va numi mai târziu al treilea lui copil, primul născut în noua sa așezare, tot așa „Providence“.) A spus că așezarea lui va fi să fie un cer pentru aceia cu „conștiința disperată“ și a atras destul de curând o colecție de disidenți și persoane individuale altfel gânditoare.
De la început, așezarea a fost guvernată de o majoritate de voturi a capetelor gospodăriilor, dar „numai în lucrurile civile“, și nou-veniții putea fi admiși la cetățenie completă cu o majoritate de voturi. În august 1637 ei au întocmit un acord al orașului, care din nou restricționa guvernul la „lucrurile civile“. În 1640, a fost semnat un alt acord de treizeci și nouă de „oameni liberi“ (de oameni care aveau cetățenie deplină și drepturi de vot), care au declarat determinarea lor „de a menține mai departe libertatea de conștiință“. Astfel, Williams a fondat primul loc în istoria modernă unde cetățenia și religia au fost separate, un loc unde era libertate religioasă și biserica și statul erau separate.
În noiembrie 1637, Curtea Generală a coloniei Massachusetts a dezarmat, a nedreptățit și a forțat în exil Antinomianiștii, adepții lui Anne Hutchinson. Unul dintre ei, John Clarke, a învățat de la Williams că Insula Aquidneck ar putea fi cumpărată de la Narragansetts. Williams a facilitat cumpărarea de către William Coddington și alții, și în primăvara anului 1638 Antinomianiștii au început stabilirea la un loc numit Pocasset, care este acum orașul Portsmouth, în Rhode Island. Unii dintre Antinomianiști, în special cei descriși de către guvernatorul John Winthrop ca „Anabaptiști“, s-au stabilit în Providence.
Între timp, a izbucnit războiul Pequot și a fost o ironie mare că colonia din Golful Massachusetts a fost nevoită să solicite ajutorul lui Roger Williams. El a devenit nu numai ochii și urechile coloniei din Golf, și-a folosit relația sa cu Narragansetts pentru a-i desfătui de la aderarea cu Pequots. În schimb, Narragansetts s-au aliat ei înșiși cu englezii și au ajutat la zdrobirea lui Pequots în 1637-1638. Când războiul se terminase, Narragansetts au fost în mod clar națiunea Indiană cea mai puternică în sudul Noii Anglii și destul de curând celelalte colonii din Noua Anglie au început să se teamă și să aibă neâncredere în Narragansetts. Ei au ajuns să privească colonia lui Roger Williams și Narragansetts ca un dușman comun. În următoarele trei decenii Massachusetts, Connecticut și Plymouth au exercitat presiune pentru a distruge atât Rhode Island cât și Narragansetts.
În 1643, coloniile vecine au format o alianță militară numită Coloniile Unite și se subînțelege că ei au exclus orașele din jurul golfului Narragansett. Obiectul a fost să-și extindă puterea lor asupra așezărilor eretice și de a pune un capăt la infecție. Ca răspuns Williams a fost trimis în Anglia de către concetățenii săi pentru a asigura un document constitutiv pentru colonie. Războiul Civil Englez era în plină desfășurare în Anglia când Williams a sosit. Puritanii au fost atunci la putere în Londra și prin funcțiile lui Sir Henry Vane un document constitutiv a fost obținut în ciuda opoziției intense a agenților din Massachusetts. Istoricii sunt de acord că cheia care a deschis ușa pentru Williams a fost prima lui carte publicată, „O Cheie în Limba Americii (1643)". Tipărită de Editura John Milton cartea a fost instantaneu un mare succes („best-seller“) și a dat lui Williams o reputație largă și favorabilă. Această carte mică a fost primul dicționar al oricărei limbi indiene în limba engleză și a hrănit foamea mare a englezilor despre Nativii Americani. Având asigurat prețiosul lui document constitutiv pentru „Plantațiile Providence“ de la parlament, în iulie 1644 Williams și-a publicat apoi cartea lui cea mai faimoasă, „Principiul Sângeros al Persecuției pentru Cauza Conștiinței”. Acesta a produs o tulburare mare și parlamentul a răspuns în august ordonând ca cartea să fie arsă de către spânzurătorul public. Atunci, Williams a fost deja pe drumul lui spre acasă la Plantațiile Providence. De asemenea, atunci, coloniștii de pe insula Aquidneck au redenumit insula lor „Rhode Island“.
Din cauza opoziției lui William Coddington în „Rhode Island“, a durat până în 1647 când Williams a reușit să unească cele patru orașe din jurul golfului Narragansett sub un singur guvern și libertatea de conștiință a fost proclamată din nou. Colonia a devenit un cer sigur pentru oamenii care au fost persecutați pentru convingerile lor religioase inclusiv Baptiștii, Quakerii și Evreii. Totuși, divizările dintre orașele și personalitățile puternice nu prevesteau nimic bun pentru colonie. Coddington, căruia nu i-a plăcut niciodată de Williams dar nu i-a plăcut nici să fie subordonat noului document constitutiv guvernamental, a navigat în Anglia și s-a reântors în 1651 cu propriul lui mandat care-l făcea „Guvernator pe Viață“ peste „Rhode Island“ [Aquidneck] și Conanicut. Ca rezultat, Providence și Warwick l-au înlăturat pe Roger Williams și adversarii lui Coddington din „Rhode Island“ l-au trimis pe John Clarke în Anglia pentru a obține anularea mandatului lui Coddington. Ca să plătească pentru călătorie, Williams și-a vândut unitatea lui comercială de la Cocumscussec, în prezent lângă Wickford, Rhode Island. Această unitate comercială a fost sursa sa principală de venit. Williams și Clarke au avut succes în obținerea anulării mandatului lui Coddington, dar Clarke a rămas în Anglia până în 1664 pentru a asigura un nou document constitutiv pentru colonie. Williams s-a reântors în America în 1654 și a fost imediat ales președintele coloniei. El va servi ulterior în multe oficii în oraș și guvernale ale coloniei, și în anii săi de 70 el a fost ales căpitanul miliției în Providence în timpul războiului Regelui Philip din 1676.
Un efort notabil a „Plantațiilor Providence“ (Providence și Warwick) în perioada timpului când Coddington a separat „Rhode Island“ (Newport și Portsmouth) de continent a fost pe 18 mai 1652, când ei au adoptat o lege care a încercat să prevină sclavia de a se înrădăcina în colonie. În 1641 Golful Massachusetts a adoptat primele legi pentru a legaliza sclavia în coloniile engleze și aceste legi s-au răspândit în Plymouth și Connecticut cu crearea Coloniilor Unite în 1643. Roger Williams și Samuel Gorton amândoi s-au opus sclaviei și legea adoptată în 1652 a fost încercarea de a opri sclavia de a veni la Rhode Island. Din păcate, atunci când părțile coloniei au fost reunite, orașele Aquidneck au refuzat să accepte legea și a devenit o literă moartă. Centrul economic și politic a lui Rhode Island și a Plantațiilor Providence a fost Newport pentru următorii 100 de ani și ei au ignorat legea de anti-sclavie. Într-adevăr, Newport a intrat în comerțul sclavilor Africani în anii 1700 și a devenit liderul American comerciant de sclavi de atunci până la Revoluția Americană.

### Relațiile cu Baptiștii

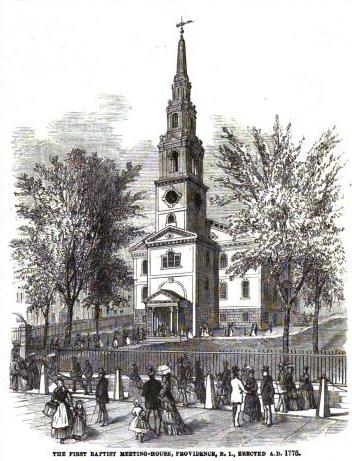
Prima Biserică Baptistă în America. Williams a co-fondat congregația în 1638

Prin 1638, gândurile lui Williams se maturizaseră la punctul că el a acceptat opinia botezului credincioșilor, sau credobaptismul. Williams ținea servicii divine în casa sa de câtva timp pentru vecinii lui, dintre care mulți l-au urmat pe el din Salem. La acel punct ei erau ca și separatiștii din Plymouth, încă mai credeau în botezul bebelușilor. Williams a ajuns să accepte punctul de vedere a antipedobaptiștilor englezi.
John Smyth, Thomas Helwys și John Murton au fost co-fondatorii mișcării Baptiste în Anglia și au produs o literatură bogată susținând libertatea de conștiință. Williams a citit desigur unele din scrierile lor pentru că a comentat pe baza lor în cartea lui „Principiul Sângeros”. În timp ce Smyth, Helwys și Murton au fost Baptiști Generali, o varietate de Baptiști Calviniști au crescut din unii Separatiști în jurul anului 1630. Williams a devenit un Calvinist sau Baptist Deosebit (Baptist Reformat).

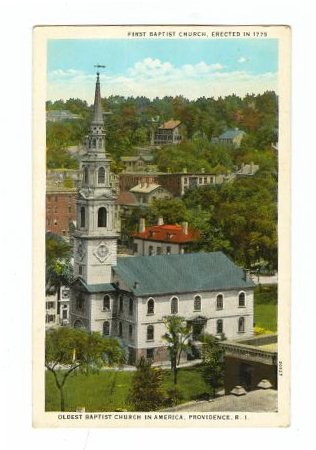
Fotografie istorică a Bisericii Baptiste Roger Williams în Providence

Totuși, Williams nu a adoptat opinii antipedobaptiste înainte de exilarea sa din Massachusetts, pentru că antipedobaptismul nu a fost un punct de acuzație ridicată la persoana lui de adversarii săi. Winthrop a atribuit lui Williams opinii "Anabaptiste" influențat de Katherine Scott, o soră a lui Anne Hutchinson, care poate l-a marcat pe Williams despre importanța botezului credincioșilor. Istoricii tind să creadă că Williams a ajuns acolo din studiul propriu.
Williams însuși a fost botezat de Ezechiel Holliman la sfârșitul anului 1638. Astfel a fost constituită o biserică care supraviețuiește încă ca 
Prima Biserică Baptistă în America. Câțiva ani mai târziu, John Clarke, compatriotul lui Williams în cauza libertății religioase în Lumea Nouă, a întemeiat Prima Biserică Baptistă din Newport, Rhode Island. În 1847 biserica din Newport susținea dintr-o dată că a fost prima biserică Baptistă în America, dar practic toți istoricii au respins această pretenție. Dacă nu pentru altceva, Roger Williams s-a recules și a demisionat din biserica din Providence înainte ca orașul Newport să fie chiar fondat. Cu toate acestea, amândoi Roger Williams și John Clarke sunt în diferite feluri creditați ca fiind fondatorii credinței Baptiste în America.
Trebuie remarcat că Roger Williams a fost un Baptist doar pentru scurt timp. El a rămas numai câteva luni cu biserica mică în Providence. A devenit convins că orânduirile, după ce au fost pierdute în apostazie [când creștinismul a devenit religia oficială a Imperiului Roman], nu puteau fi restaurate valabil fără un mandat special divin. El a declarat: „Nu este o biserica a lui Hristos în mod regulat constituită pe pământ, nici persoane calificate să administreze orânduirile bisericii; nici nu pot exista până când nu sunt trimiși apostoli noi de Capul Mare al Bisericii pentru a cărui venire eu tânjesc.“
El însuși niciodată nu s-a mai alăturat unei biserici, dar a rămas profund religios și activ în predicare și rugâciune. A privit înainte la timpul când Hristos va trimite un nou apostol pentru a reânnoi biserica, dar între timp, el era un „martor“ la creștinism. El a rămas întotdeauna interesat de baptiști, fiind în acord cu ei în refuzul lor a botezului bebelușilor ca și în multe alte aspecte. El a fost greșit numit un "Căutător", atât în timpul său de dușmanii săi cât și de admiratorii lui în secolul trecut. Unii din dușmanii lui în Anglia l-au numit un „Căutător“ în încercarea de a-l năclăi asociindu-l cu o mișcare eretică care a acceptat Socinianismul și mântuirea universală. Ambele acestor idei au fost anatemă pentru Williams.

### Biserica și statul
Williams a citit scrierile lor, iar experiența sa proprie de persecuție prin arhiepiscopul Laud și a conducătorilor Anglicani și războaiele sângeroase de religie care făceau ravagii în Europa exact la acea vreme l-au convins pe el că o biserică de stat nu avea nici o bază în Scriptură. În mod clar el a ajuns la această concluzie înainte ca el să debarce în Boston în 1631, pentru că el a criticat imediat sistemul din Golful Massachusetts pentru amestecarea bisericii și a statului. El a declarat că statul se putea el însuși referi în mod legitim numai la probleme de ordin civil, dar nu la convingeri religioase. Statul nu avea nici o afacere în încercarea de a impune prin forță „prima tablă” din cele Zece Porunci, acele prime porunci care tratează relația dintre Dumnezeu și persoane. Statul trebuie să se limiteze pe sine la poruncile care tratează relațiile dintre oameni: crimă, furt, adulter, minciună, onorarea părinților și așa mai departe. El considera orice efort al statului, de a prescrie religia sau de a promova orice idee sau practică special religioasă, a fi „adorare forțată“. Iar el a declarat colorat că „adorarea forțată pute în nările lui Dumnezeu“. El va scrie că el n-a văzut nici un mandat în Noul Testament de a folosi sabia pentru promovarea convingerilor religioase. Într-adevăr, el a spus că Constantin fusese un inamic mai rău la creștinismul adevărat decât Nero pentru că suportul lui Constantin a corupt creștinismul și a condus la moartea bisericii creștine. În limbajul cel mai puternic, el a descris încercarea de a obliga credința a fi violul sufletului și el a vorbit despre „oceane de sânge” vărsate ca urmarea încercării de a poruncii conformitate. El credea că principiile morale găsite în Scripturi ar trebui să informeze magistrații civili, dar el a observat că guverne civile bine ordonate și drepte au existat unde creștinismul nu era prezent. Toate guvernele sunt solicitate să mențină ordinea civilă și dreptatea, dar nici unul nu a avut un mandat pentru a promova o religie oarecare.
Majoritatea contemporanilor și criticilor lui Williams considerau ideile sale ca o prescripție pentru haos si anarhie. Marea majoritate credea că fiecare națiune trebuie să aibă biserica sa națională și că disidenții trebuie să fie obligați să se conformeze. Întemeierea lui Rhode Island era atât de amenințătoare vecinilor săi încât ei au încercat pentru următoarea sută de ani să stingă „experimentul viu“ în libertatea religioasă care începuse în 1636.

## Moartea

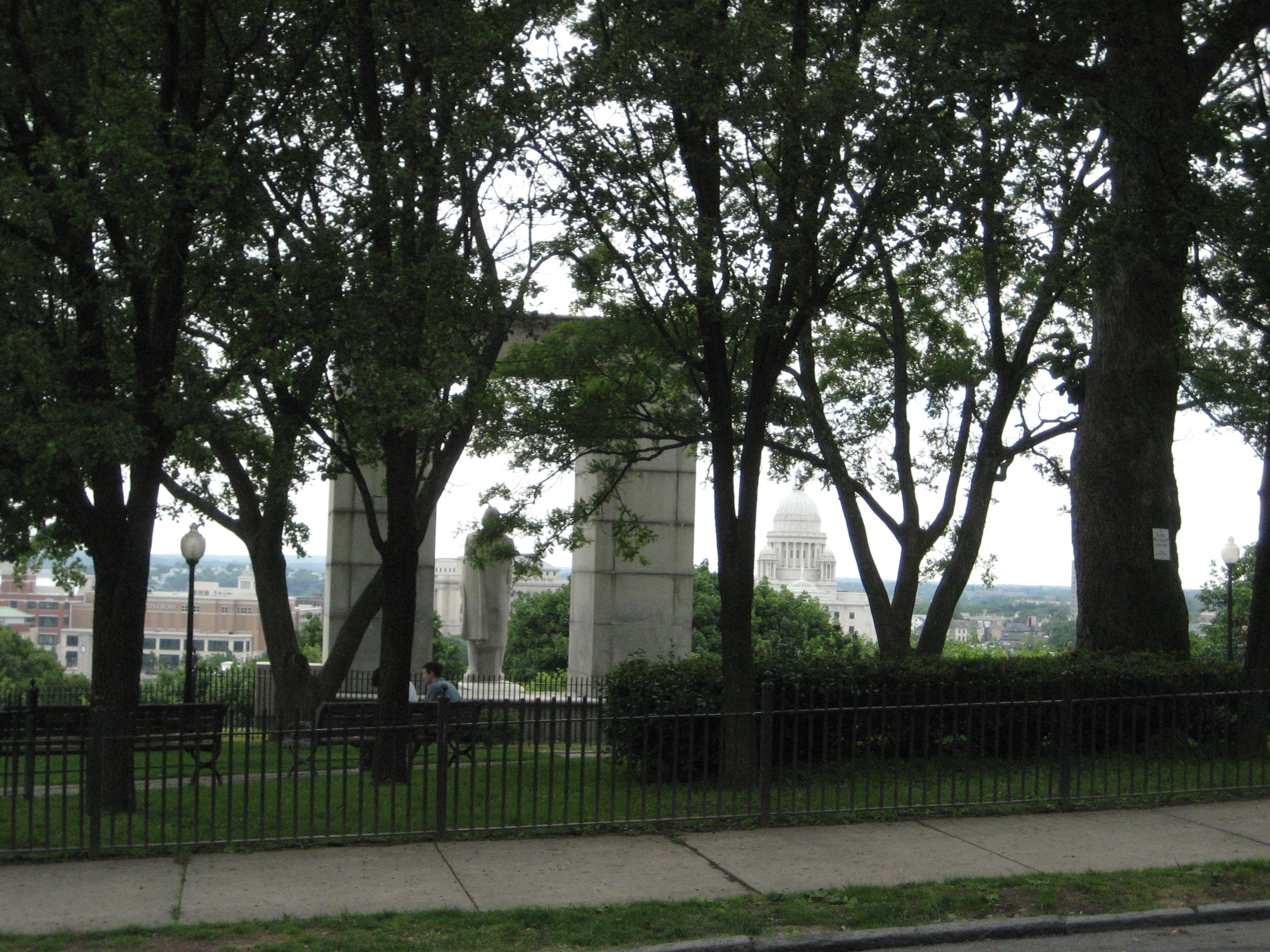
Locul final de odihnă a lui Williams în Parcul Prospect Terrace

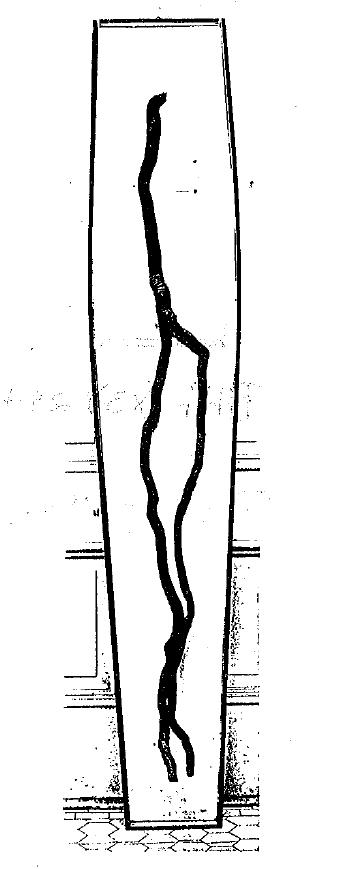
„Rădăcina Roger Williams” în colecţia din Societatea Istorică din Rhode Island

Williams a murit între ianuarie și martie 1683 și a fost înmormântat pe proprietatea lui. Cincizeci de ani mai târziu casa lui s-a prăbușit în pivniță și locația mormântului său fusese uitat. În 1860, Allen Zachariah a căutat să localizeze rămășițele lui, dar nu a găsit nimic. În mormântul care gândea Allen că a fost a lui Williams, el a găsit rădăcina arborelui de mere și doar puțin altceva. Ceva resturi din groapă au fost plasate în Mausoleul familiei Randall în locașul Cimitirului de Nord. În anticiparea celei de al 300-lea aniversare de la fondarea lui Providence, resturile au fost extrase din mausoleu și puse într-o urnă și păstrate la Societatea Istorică din Rhode Island până când un monument corespunzător a fost ridicat în Parcul Prospect Terrace în Providence. Depunerea efectivă a „prafului din mormântul lui Roger Williams“ nu a avut loc până în 1939 când WPA (Works Progress Administration) a terminat monumentul. Rădăcina arborelui de mere este acum considerat o curiositate și păstrat de către Societatea Istorică din Rhode Island la Muzeul Casa John Brown.

## Scrieri
Cariera lui Williams ca autor a început cu „O Cheie în Limba Americii” (Londra, 1643), scris în timpul primei sale călătorii în Anglia. Următoarea lui publicație a fost „Scrisoarea Domnului Cotton în cele din urmă Tipărită, Examinată și Răspunsă” (Londra, 1644; retipărită, cu scrisoarea lui Cotton, care este răspunsă, în Publicațiile Clubului Narragansett, vol. ii.).
„Principiul Sângeros al Persecuției pentru Cauza Conștiinței” a urmat în curând (Londra, 1644). Aceasta este lucrarea sa cea mai celebră și a fost cea mai capabilă declarație și apărare a principiului de libertate absolută de conștiință, care a apărut într-o limbă oarecare. Este sub forma unui dialog între Adevăr și Pace și ilustrează bine vigoarea stilului său.
În timpul aceluiași an a apărut în Londra un pamflet anonim, care acum este atribuit lui Williams, intitulată: „Interogări de cea mai Înaltă Considerație Propuse la Domnul Tho. Goodwin, Domnul Phillip Nye, Domnul Wil. Bridges, Domnul Jer. Burroughs, Domnul Sidr. Simpson, toți Independenți, șmd.” Acești independenți au fost membrii ai Sinodei din Westminster și în Narațiunea lor Apologetică ei căutau să găsească o cale între Separatismul extrem și Prezbiterianismul, iar prescripția lor a fost acceptarea modelului stat biserică a Golfului Massachusetts. Williams a atacat argumentele lor exact pentru aceleași motive care el găsise că Golful Massachusetts încălca libertatea de conștiință.
În 1652, în timpul celei de-a doua vizite ale sale în Anglia, Williams a publicat „Principiul Sângeros încă și mai Sângeros: prin Strădania Domnului Cotton să-l spele alb în Sângele Mielului; al cărui Sânge prețios este vărsat prin Sângele Servilor lui; și prin Sângele a Milioane vărsate în Războaiele care au fost și în Războaiele care au urmat pentru cauza Conștiinței, acest Principiu mult Sângeros al Persecuției pentru cauza Conștiinței, la un al doilea Proces este găsit mai aparent și mai notoriu vinovat, șmd." (Londra, 1652). Această lucrare a reafirmat și amplificat argumentele din „Principiul Sângeros"; dar are avantajul de a fi scris în răspuns lui Cotton la apărarea detaliată a persecuției din Noua Anglie, „Un Răspuns la Examinarea Domnului Williams" (Publicațiile Clubului Narragansett, vol. ii.).
Alte lucrări de la Williams sunt:
- Misionarul Mercenar Nu este a lui Hristos (London, 1652),[25]
- Experimente ale Vieții Spirituale și ale Sănătății, și Conservarea lor (Londra, 1652; retipărită Providence, 1863),[26]
- George Fox Săpat din Groapa lui (Boston, 1676).[27]

Un volum al scrisorilor sale este inclus în ediția Clubului Narragansett al Lucrărilor lui Williams (vol. 7., Providence, 1866–74), și un volum a fost editat de J. R. Bartlett (1882).
- Corespondența lui Roger Williams, vol. 2., Societatea Istorică din Rhode Island, 1988, editat de Glenn W. LaFantasie.[29]

Biblioteca John Carter Brown a Universității Brown adăpostește de mult timp un volum de 234 de pagini menționat ca „Cartea Mister Roger Williams”. Marginile acestei cărți sunt pline cu notițe într-un cod scris de mână, considerat a fi lucrarea lui Roger Williams. În 2012, studentul Lucas Mason-Brown al Universității Brown a spart acest cod și a descoperit dovezi istorice concludente atribuind dreptul de autor lui Roger Williams. Traducerile descoperă transcrieri ale unui text geografic, unui text medical și vreo douăzeci de pagini de notițe originale care abordează problema botezului bebelușilor. Mason-Brown a mai descoperit de atunci mai multe scrieri de la Williams utilizând pe margini un cod separat a unei ediții rare a Bibliei Indiene Eliot.

## Limba și cultura indiană
Williams a intenționat să devină un misionar la Nativii Americani și a pornit să învețe limba lor. A studiat limba lor, obiceiurile, religia, viața de familie și alte aspecte ale lumii lor. Ca urmare, el a ajuns să vadă punctul lor de vedere cu privire la colonizare și a dezvoltat o apreciere profundă a lor ca oameni. El a scris „O Cheie în Limba Americii" (Londra, 1643) ca un fel de carte de expresii cuplat cu observații despre viață și cultură ca un ajutor în comunicarea cu Indienii. În aceasta el a vorbit despre tot, de la salutări din primul capitol până la moarte și îngropare în capitolul 32. De asemenea, cartea căuta să instruiască pe Englezi, care credeau despre ei înșiși că sunt cu mult superiori Nativilor Americani, că ei sunt greșiți. El a subliniat în mod repetat punctul că Indienii sunt la fel de buni ca și Englezii, chiar superiori în unele privințe.

„Nu te lăuda Englezule mândru, de nașterea ta și sângele tău;

Fratele tău Indian este prin naștere la fel de Bun.

Dintr-un sânge Dumnezeu l-a făcut pe El, și pe Tine și pe Toți,

La fel de înțelept, la fel de corect, la fel de puternic, la fel de personal.“

Învățând limba și obiceiurile lor, Williams a renunțat la ideea de a deveni un misionar și nu a botezat niciodată nici un singur indian. El a fost aspru criticat de către puritani pentru că a omis să le creștinizeze, dar Williams a ajuns în gândirea lui la punctul că nu există biserică validă. A spus că ar fi putut boteza întreaga țară, dar ar fi fost ipocrit și fals. Williams a format prietenii ferme și a dezvoltat o încredere profundă în rândul Americanilor Nativi, în special Narragansetts. El a fost capabil să mențină pacea între Indieni și Englezi, în Rhode Island pentru aproape patruzeci de ani, datorită medierii și negocierii sale constante. El s-a predat de două ori ca un ostatic la Indieni pentru a garanta întoarcerea sigură a unei mari căpetenii (sachem) de la o citație la un tribunal: Pessicus în 1645 și Metacomet (Regele Filip) în 1671. El, mai mult decât orice alt Englez, a avut încrederea Nativilor Americani și s-a dovedit a fi demn de încredere. În cele din urmă războiul Regelui Filip (1675-1676) a fost unul dintre cele mai amare evenimente în viața sa, când eforturile sale s-au încheiat cu arderea lui Providence în martie 1676, inclusiv propria casă.

## Omagii și memoriale

Statuia lui Roger Williams de la Universitatea Roger Williams

Moore (1963) urmărește abordarea „negativă“ a scriitorilor ortodocși puritani (Bradford, Winthrop, Morton, Cotton Mather, Hutchinson, Winsor și Dexter), abordarea „romantică“ (George Bancroft, Vernon Parrington, Ernst și Brockunier) și abordarea „realistă“ (Backus, H. Richard Niebuhr, Roland Bainton și Hudson), și în ceea ce privește lucrarea lui Mauro Calamandrei, care a fost urmat de Perry Miller și Ola Winslow, ca fiind esențiale. Scriitorii realiști au creat o sinteză a interpretărilor anterioare.
Williams a fost considerat un erou american încă de atunci când puritanii din propriile lui zile nu au mai dominat interpretările istorice. Apărarea lui a Americanilor Nativi, acuzațiile că Puritanii au reprodus „relele“ Bisericii Anglicane și negarea că regele avea autoritatea de a acorda documente constitutive pentru colonii l-au pus în centrul a aproape fiecăror dezbateri politice în timpul vieții sale. În timpul independenței americane, cu toate acestea, el a fost considerat un apărător al libertății religioase și a continuat să fie lăudat de către generații de istorici care și-au modificat adesea interpretarea lor despre perioada lui ca un întreg. Istoricii nu au putut să se apropie adecvat de Williams, deoarece el a fost neobișnuit, prolific și vag.

„Părinții pelerini și puritanii au venit în America

căutând libertatea religioasă pentru ei înșiși.

Roger Williams a sosit în America

căutând Libertatea de Conștiință pentru noi toți:

protestanți, catolici, evrei, musulmani, necredincioși și păgâni."

— Roger Williams, Center for Liberty of Conscience Arhivat în 14 februarie 2013, la Wayback Machine.

- Monumentul Roger Williams în Cimitirul Green-Wood, Brooklyn, Kings County, N.Y.
- Roger Williams Memorial Național, înființat în 1965, este un parc din centrul orașului Providence.
- Parcul Roger Williams, Providence, Rhode Island și Grădina Zoologică Roger Williams din cadrul său sunt denumite în onoarea sa.
- Universitatea Roger Williams, în Bristol, Rhode Island, este numit în onoarea sa.
- Sala de mese Roger Williams, la Universitatea Rhode Island, a fost numit după co-fondatorul lui Rhode Island. Astăzi, ea este cu drag denumit „Rojo's.“
- Centrul de Conferințe Green Lake (Baptiștii Americani), fondată în 1943, în Green Lake, Wisconsin, a dedicat principala ei sală ca „Roger Williams Inn”.
- Roger Williams a fost selectat în 1872 pentru a reprezenta Rhode Island în Colecția Sălii Naționale a Statuilor în Capitoliul Statelor Unite.
- Roger Williams este reprezentat, cu alți reformatori proeminenți, pe Monumentul Internațional al Reformațiunii în Geneva, Elveția.
- Un album Principiul Sângeros Adevărata Pace al Clubului Auto Slim Cessna face o aluzie la cartea lui Roger William din 1644, Principiul Sângeros al Persecuției pentru Cauza Conștiinței și caracteristicile lui El, Roger Williams. O melodie dedicată lui ca fiind fondatorul primei biserici Baptiste în America.
- Williams este onorat cu Anne Hutchinson pe 5 februarie cu o zi de ospăț la liturgia Bisericii Episcopale din Statele Unite ale Americii.

## Literatură
1. ↑  CERL Thesaurus, accesat în 12 ianuarie 2022
2. ↑  „Roger Williams”, Gemeinsame Normdatei, accesat în 12 ianuarie 2022
3. ↑  Autoritatea BnF, accesat în 12 ianuarie 2022
4. ↑  Library of Congress Authorities, accesat în 12 ianuarie 2022
5. ↑  Virtual International Authority File, accesat în 12 ianuarie 2022
6. ↑  Williams, Roger în Venn, J. & J. A., Alumni Cantabrigienses, Cambridge University Press, 10 volume, 1922–1958.
7. ↑  Robert H. Pfeiffer, "The Teaching of Hebrew in Colonial America".  The Jewish Quarterly Review, (April 1955), pp. 363–73, accessed through JSTOR.
8. ↑  Quoted in Edwin Gaustad, Liberty of Conscience: Roger Williams in America Judson Press, 1999, p. 28.
9. ↑  FaFantasie, Glenn W., ed. The Correspondence of Roger Williams, University Press of New England, 1988, Vol. 1, pp.12-23.
10. ↑  Williams, Roger (Londra, 1643). A Key Into the Language of America.
11. ↑  Gaustad, Edwin S., Liberty of Conscience (Judson Press, 1999), p. 62
12. ↑  Ernst, Roger Williams: New England Firebrand (Macmillan, 1932), p. 227-228
13. ↑  Williams, Roger (London, 1644). The Bloody Tenent of Persecution for Cause of Conscience.
14. ↑  McLoughlin, William G. Rhode Island: A History (W.W. Norton, 1978), p. 26.
15. ↑  Coughtry, Jay, The Notorious Triangle: Rhode Island and the African Slave Trade, 1700-1807 (Temple University Press, 1981).
16. ↑  One frequently sees the founding date as March 1639. This is because Governor John Winthrop made an entry in his journal in March 1639 about the new church in Providence. Of course the actual event had taken place sometime earlier.
17. ↑  „Newport Notables”. Redwood Library. Arhivat din original la 27 septembrie 2007. Accesat în 16 aprilie 2012.
18. ↑  Quoted in Picturesque America p. 502.
19. ↑  Rhode Island Historical Society, "Body, Body, Who's Got the Body? Where in the World IS Roger Williams", New and Notes, (Spring/Winter, 2008), p. 4.
20. ↑  Williams, Roger (London, 1644). Mr. Cotton's Letter lately Printed, Examined and Answered; reprinted, with Cotton's letter, which it answered, in Publications of the Narragansett Club, vol. ii.
21. ↑  James Emanuel Ernst, Roger Williams, New England Firebrand (Macmillan Co., Rhode Island, 1932), pg. 246
22. ↑  Williams, Roger (1644). Queries of Highest Consideration Proposed to Mr. Tho. Goodwin, Mr. Phillip Nye, Mr. Wil. Bridges, Mr. Jer. Burroughs, Mr. Sidr. Simpson, all Independents, etc.
23. ↑  Williams, Roger (London, 1652). The Bloody Tenent yet more Bloody: by Mr. Cotton's Endeavor to wash it white in the Blood of the Lamb; of whose precious Blood, spilt in the Bloud of his Servants; and of the Blood of Millions spilt in former and later Wars for Conscience sake, that most Bloody Tenent of Persecution for cause of Conscience, upon, a second Tryal is found more apparently and more notoriously guilty, etc.
24. ↑  Cotton, John (London, 1648). A Reply to Mr. Williams his Examination; Publications of the Narragansett Club, vol. ii.
25. ↑  Williams, Roger (London, 1652). The Hireling Ministry None of Christ's.
26. ↑  Williams, Roger (London, 1652; reprinted Providence, 1863). Experiments of Spiritual Life and Health, and their Preservatives.
27. ↑  Williams, Roger (Boston, 1676). George Fox Digged out of his Burrowes.
28. ↑  Narragansett Club edition of Williams's Works, 7 vols.; Providence, 1866–74, a volume was edited by J. R. Bartlett, 1882.
29. ↑  William, Roger. The Correspondence of Roger Williams, 2 vols., edited by Glenn W. LaFantasie. Rhode Island Historical Society, 1988.
30. ↑  Mason-Brown, Lucas. „Cracking the Code: Infant Baptism and Roger Williams”. JCB Books Speak. Arhivat din original la 18 iunie 2013. Accesat în 16 septembrie 2012.
31. ↑  Fischer, Suzanne. „Personal Tech for the 17th Century”. The Atlantic. Accesat în 16 septembrie 2012.
32. ↑  McKinney, Michael (March, 2012). „Reading Outside the Lines” (PDF). The Providence Journal. Arhivat din original (PDF) la 2012-07-10. Accesat în 16 septembrie 2012. Verificați datele pentru: |date= (ajutor)
33. ↑  Mason-Brown, Lucas. „Cracking the Code: Infant Baptism and Roger Williams”. JCB Books Speak. Brown University. Arhivat din original la 18 iunie 2013. Accesat în 16 septembrie 2012.
34. ↑  Irwin (1994)
35. ↑  Roger Williams, CLC - Center for Liberty of Conscience

## Literatură suplimentară
- Brockunier, Samuel. The Irrepressible Democrat, Roger Williams, (1940), popular biography
- Burrage, Henry S.  "Why Was Roger Williams Banished?" American Journal of Theology 5 (January 1901): 1-17.
- Byrd, James P., Jr. The Challenges of Roger Williams: Religious Liberty, Violent Persecution, and the Bible (2002). 286 pp.
- Davis. Jack L. "Roger Williams among the Narragansett Indians", New England Quarterly, Vol. 43, No. 4 (Dec., 1970), pp. 593–604 in JSTOR
- Field, Jonathan Beecher. "A Key for the Gate: Roger Williams, Parliament, and Providence", New England Quarterly 2007 80(3): 353-382
- Goodman, Nan. "Banishment, Jurisdiction, and Identity in Seventeenth-Century New England: The Case of Roger Williams", Early American Studies, An Interdisciplinary Journal Spring 2009, Vol. 7 Issue 1, pp 109–39.
- Gaustad, Edwin, S. Roger Williams (Oxford University Press, 2005). 140 pp. short scholarly biography stressing religion
- Gaustad, Edwin, S., Liberty of Conscience: Roger Williams in America. (Judson Press, Valley Forge, 1999).
- Hall, Timothy L. Separating Church and State: Roger Williams  and Religious Liberty (1998). 206 pp.
- Miller, Perry, Roger Williams, A Contribution to the American Tradition, (1953). much debated study;  Miller argues that Williams thought was primarily religious, not political as so many of the historians of the 1930s and 1940s had argued.
- Morgan, Edmund S.  Roger Williams: the church and the state (1967) 170 pages; short biography by leading scholar
- Neff, Jimmy D. "Roger Williams: Pious Puritan and Strict Separationist", Journal of Church and State 1996 38(3): 529-546 in EBSCO
- Phillips, Stephen.  "Roger Williams and the Two Tables of the Law", Journal af Church and State 1996 38(3): 547-568 in EBSCO
- Skaggs, Donald. Roger Williams' Dream for America (1993). 240 pp.
- Stanley, Alison. "'To Speak With Other Tongues': Linguistics, Colonialism and Identity in 17th Century New England", Comparative American Studies March 2009, Vol. 7 Issue 1, p1, 17p
- Winslow, Ola Elizabeth, Master Roger Williams, A Biography. (1957) standard biography
- Wood, Timothy L. "Kingdom Expectations: The Native American in the Puritan Missiology of John Winthrop and Roger Williams", Fides et Historia 2000 32(1): 39-49

### Istoriografia
- Carlino, Anthony O. "Roger Williams and his Place in History: The Background and the Last Quarter Century", Rhode Island History 2000 58(2): 34-71, historiography
- Irwin, Raymond D. "A Man for all Eras: The Changing Historical Image of Roger Williams, 1630-1993", Fides Et Historia 1994 26(3): 6-23, historiography
- Morgan, Edmund S. " Miller's Williams", New England Quarterly, Vol. 38, No. 4 (Dec., 1965), pp. 513–523 in JSTOR
- Moore, Leroy, Jr.  "Roger Williams and the Historians", Church History 1963 32(4): 432-451 in JSTOR
- Peace, Nancy E. "Roger Williams: A Historiographical Essay", Rhode Island History 1976 35(4): 103-113,